# Distrito de Colonia

La Provincia de Yauyos en el Departamento de Lima, Perú.

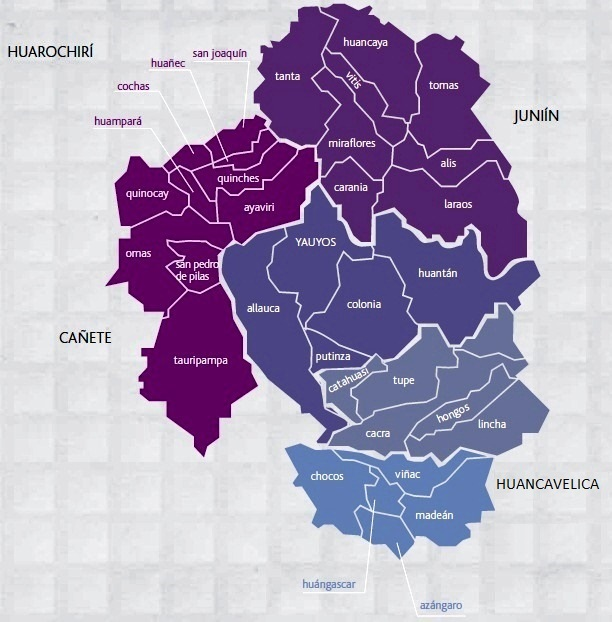
La provincia de Yauyos y sus 33 distritos.

El Distrito de Colonia es uno de los  treinta y tres distritos que conforman la Provincia de Yauyos, perteneciente al Departamento de Lima, en el Perú  y bajo la administración del Gobierno Regional de Lima-Provincias. 
Desde el punto de vista jerárquico de la Iglesia católica, forma parte de la Prelatura de Yauyos.

## Historia
El distrito de Colonia fue denominado así mediante Ley N° 8423 del 15 de julio de 1936, en el segundo gobierno del Presidente Óscar R. Benavides. Pero fue creado inicialmente como distrito de Pampas en la época de la independencia en 1825 durante la administración de Simón Bolívar con otros ocho distritos más en la provincia de Yauyos.  

## Geografía
Tiene una superficie de 323,96 km². Su capital es el poblado de Colonia.

### Comunidades
- Pampas
- Casinta
- San Pedro de Cusi
- Quisque
- Poroche

## Autoridades

### Municipales
- 2023 - 2026
  - Alcalde: ,Emil Javier Fernández, Partido La cholita (TODOS UNIDOS).
- 2019 - 2022
  - Alcalde: Cristian Germán Rodríguez Rojas, Partido Fuerza Popular (K).
- 2015 - 2018[2]
  - Alcalde: Elías Armando Quispe Apolinario, Partido Fuerza Popular (K).
  - Regidores: Wilson Alcalá Santos (K), Ruth Villazán Pascual (K), Dik Yoel Torres Peña (K), Claudio Ascornao Lermo (K), Julio Neptalí Aquino Reyes (
- 2011 - 2014[3]
  - Alcalde: Elías Armando Quispe Apolinario, Partido Fuerza 2011 (K).
  - Regidores: Roberto Ceferino Arenas Medrano (K), Wilson Alcalá Santos (K), Orminda Leonor Marcelino Tarmeño (K), Elio Felis Arenas Bruno (K), Sergio Luis Ramos Contreras (Partido Aprista Peruano).
- 2007 - 2010
  - Alcalde: Hernán Justo Damián Cotache, Movimiento Concertación para el Desarrollo Regional.
- 2003 - 2006[4]
  - Alcalde: Víctor Elmo Hipólito Apolinario, Movimiento independiente Ahora Si Colonia.
- 1999 - 2002
  - Alcalde: Agustín Germán Rodríguez Fernández, Movimiento independiente Vamos Vecino.
- 1996 - 1998
  - Alcalde: Basilio Ciro Saavedra Romero, Lista independiente N° 17 Mayoría 95.
- 1993 - 1995
  - Alcalde: Agirico Julián Contreras Peña, Lista independiente Reconstrucción Yauyina.
- 1991 - 1992
  - Alcalde: Severiano Torres Ferre, Lista independiente N° 7 Santa María Magdalena de Pampas.
- 1987 - 1989
  - Alcalde: Lorenzo Mariluz Sandoval, Partido Aprista Peruano.
- 1985 - 1986
  - Alcalde: Lorenzo Mariluz Sandoval, Partido Aprista Peruano.
- 1981 - 1983
  - Alcalde: Juan Contreras Peña,  Partido Acción Popular.

### Policiales
- Comisaría de Colonia
  - Comisario: Mayor PNP.[5]

### Religiosas
- Prelatura de Yauyos[6]
  - Obispo Prelado: Mons. Ricardo García García.[7]
- Parroquia Santo Domingo, Yauyos[8]
  - Párroco: Pbro. Sadid Medina Chumpitaz
  - Vicario parroquial: Pbro. Roger Ávalos Hernández.

## Educación

### Instituciones educativas
- I.E. Santa María Magdalena - Pampas